# Атоян, Пётр Александрович
Пётр Александрович Атоян (23 ноября 1915, город Шахты Ростовской области — 23 апреля 2003) — производственный деятель. Почетный гражданин города Уральск

## Биография
Пётр Атоян родился в городе Шахты в семье сапожника, учился в средней школе и профессиональной электротехнической школе, в 1935 году окончил Ленинградский военно-механический техникум, начал работу на заводе № 181 инженером-конструктором. Продолжил учёбу в Ленинградском индустриальном институте, который закончил в 1940 году. Во время Великой Отечественной войны пережил первую блокадную зиму в Ленинграде. В марте 1942 года вместе с предприятием был эвакуирован в город Уральск, где на базе трёх эвакуированных заводов — № 181, № 231 и завода «Двигатель» было организовано оборонное производство мин и торпед для военно-морского флота. Пётр Атоян последовательно занимал должности начальника цеха, начальника производства, главного инженера объединённого завода.
В 1947 году Пётр Александрович Атоян был назначен директором завода № 231 в Уральске, со временем получившего имя Ворошилова, а позднее — завода «Зенит». С его именем связано как развитие производства на заводе, ставшего крупнейшим предприятием города, так и развитие городской инфраструктуры — заводского посёлка, в котором были построены школа, несколько детских садов, первый в городе широкоэкранный кинотеатр, крупнейший в городе Дворец культуры и центральный городской стадион, который впоследствии получил имя Петра Атояна.
Награждён многими орденами СССР, среди них дважды — орденами Ленина, Орденом Октябрьской Революции, Орденом Отечественной войны 2-й степени, казахстанским орденом «Курмет». В 1988 году Пётр Александрович Атоян оставил пост директора завода «Зенит», но ещё несколько лет работал в качестве консультанта. Скончался 23 апреля 2003 года в Санкт-Петербурге.